# Roberto Rossellini
Roberto Gastone Zeffiro Rossellini (Rome, 8 mei 1906 – aldaar, 3 juni 1977) was een Italiaanse regisseur.

## Jeugd
Roberto Rossellini was de zoon van Angiolo Giuseppe Rossellini, een bekende Romeinse aannemer, en zijn vrouw Elettra Bellan, die van Franse afkomst was. Hij groeide op in Rome, aan de Via Ludovisi. Aan het hoofd van het gezin stond de grootvader van Roberto, Zeffiro Rossellini, afkomstig uit Toscane, ook een aannemer en een groot bewonderaar van Giuseppe Garibaldi. Vader Angiolo bouwde twee van de eerste bioscopen van Rome, de Corsa (tegenwoordig Etoile genoemd) en Il Barberini. Roberto had onbeperkte toegang en zag daar zijn eerste films, met Buster Keaton in de hoofdrol. Toen zijn vader stierf, werkte Roberto als geluidstechnicus. Daarnaast verrichtte hij allerlei werk in de filmindustrie, waarbij hij veel aspecten van het filmmaken leerde kennen.
In 1937 maakte hij zijn eerste productie, een documentaire, getiteld Prélude à l'après-midi d'un faune. Hierna assisteerde hij Goffredo Alessandrini bij het maken van de film Luciano Serra pilota.
Hij was bevriend met de zoon van Benito Mussolini, Vittorio, en volgens critici heeft dit bijgedragen aan zijn succes.

## Fascistische Trilogie
Zijn eerste speelfilm werd gesponsord door het propagandacentrum van de Italiaanse marine. Daarna maakte hij nog twee films in dienst van het fascisme: Un pilota ritorna (1942) en Uomo dalla Croce (1943). In deze periode leerde hij ook Federico Fellini en Aldo Fabrizi kennen.

## Neorealistische Trilogie
Na de ondergang van het fascistische regime, twee maanden vóór de bevrijding van Rome, was Rossellini al bezig met een van zijn bekendste films, Roma, città aperta (1945), waarbij Fellini assisteerde bij het schrijven van het scenario en Fabrizi de rol van de priester speelde.
Rossellini was nu begonnen met zijn zogenaamde neorealistische trilogie. De tweede film werd Paisà (1946) en de derde Germania anno zero (1948)
Het succes van Rossellini’s neorealistische films is volgens sommigen te danken aan de inzet van niet-professionele acteurs, die het publiek aanspraken door hun lokale gewoontes zoals hun manier van spreken, kleding en dialect.

## Bergman Trilogie
In 1949 werd Roberto Rossellini verliefd op Ingrid Bergman, met wie hij drie films maakte: Stromboli (1950), Europa '51 (1952) en Viaggio in Italia (1954). Ze veroorzaakten aanvankelijk een schandaal, omdat ze beiden met anderen waren getrouwd, wat nog versterkt werd toen Ingrid in 1949 al in verwachting raakte. Op 24 mei 1950 trouwde Rossellini met Bergman. Hun dochter Isabella Rossellini (1952) maakte later ook naam als model en actrice.

## Na Bergman
In 1957 werd hij door Jawaharlal Nehru, de premier van India, uitgenodigd om een documentaire te maken. Terwijl hij deze documentaire India maakte, had hij een affaire met de scenarioschrijfster Sonali Das Gupta. In november 1957 lieten Bergman en Rossellini zich scheiden.
In 1959 keerde hij terug naar het thema van de Tweede Wereldoorlog met de film Il generale Della Rovere, waarmee hij een Gouden Leeuw won op het filmfestival van Venetië. Sinds het begin van de jaren ’60 maakte Rossellini bijna alleen nog televisiedocumentaires.
Roberto Rossellini stierf in 1977 aan een hartinfarct.

## Filmografie
- 1937: Prélude à l'après-midi d'un faune (korte film)
- 1938: Fantasia Sottomarina (korte film)
- 1939: La vispa Teresa (korte film)
- 1940: Il tacchino prepotente (korte film)
- 1941: Il ruscello di Ripasottile (korte film)
- 1941: La nave bianca
- 1942: Un pilota ritorna
- 1943: L'uomo dalla croce
- 1945: Roma, città aperta
- 1946: Desiderio
- 1946: Paisà
- 1948: Germania anno zero
- 1948: L'amore
- 1950: Stromboli
- 1950: Francesco, giullare di Dio
- 1952: La macchina ammazzacattivi
- 1952: I sette peccati capitali (segment L'invidia)
- 1952: Europa '51
- 1953: Siamo donne (segment Ingrid Bergman)
- 1954: Dov'è la libertà?
- 1954: Viaggio in Italia
- 1954: Angst
- 1954: Amori di mezzo secolo (segment Napoli 43)
- 1954: Giovanna d'Arco al rogo
- 1957: India: Matri Bhumi
- 1959: Il generale Della Rovere
- 1960: Era notte a Roma
- 1961: Viva l'Italia!
- 1961: Vanina Vanini
- 1962: Anima nera
- 1963: Ro.Go.Pa.G. (segment Illibatezza)
- 1966: La Prise de pouvoir par Louis XIV (tv)
- 1971: Socrate (tv)
- 1972: Blaise Pascal (tv)
- 1973: L'età di Cosimo de' Medici (tv)
- 1974: Anno uno
- 1974: Cartesius (tv)
- 1975: Il messia